# هومونسان
هومونسان (به لاتین: Hoemunsan) یک کوه در کره جنوبی است که در North Jeolla Province, South Korea واقع شده‌است. هومونسان ۸۳۷ متر بالاتر از سطح دریا واقع شده‌است.